# Eumichtis exstrigata
Eumichtis exstrigata är en fjärilsart som beskrevs av Paul Dognin 1914. Eumichtis exstrigata ingår i släktet Eumichtis och familjen nattflyn. Inga underarter finns listade i Catalogue of Life.